# Gotra unicolor
Gotra unicolor is een insect uit de familie van de gewone sluipwespen (Ichneumonidae). De wetenschappelijke naam van de soort werd in 1919 gepubliceerd door Turner.